# FC Bayern Munich mùa giải 2018–19
Mùa giải 2018–19 của FC Bayern Munich là mùa giải bóng đá thứ 120 trong lịch sử của câu lạc bộ và là mùa giải thứ 54 liên tiếp ở hạng đấu cao nhất của bóng đá Đức, giải Bundesliga. Bayern Munich còn tham dự cúp quốc gia mùa giải này, giải DFB-Pokal, và giải đấu cúp châu lục hàng đầu, giải UEFA Champions League. Bayern là đương kim vô địch Bundesliga và vì thế họ được tham dự siêu cúp Đức, giải DFL-Supercup. Đây là mùa giải thứ 14 của Bayern tại sân vận động Allianz Arena, có địa điểm ở thành phố Munich, bang Bavaria, nước Đức. Mùa giải kéo dài từ ngày 1 tháng 7 năm 2018 đến ngày 30 tháng 6 năm 2019.

## Các cầu thủ

### Thông tin đội hình
Ghi chú: Quốc kỳ chỉ đội tuyển quốc gia được xác định rõ trong điều lệ tư cách FIFA. Các cầu thủ có thể giữ hơn một quốc tịch ngoài FIFA.
| Số | VT | Quốc gia    | Cầu thủ                                   |
| -- | -- | ----------- | ----------------------------------------- |
| 1  | TM | Đức         | Manuel Neuer (đội trưởng)                 |
| 4  | HV | Đức         | Niklas Süle                               |
| 5  | HV | Đức         | Mats Hummels                              |
| 6  | TV | Tây Ban Nha | Thiago                                    |
| 7  | TV | Pháp        | Franck Ribéry                             |
| 8  | HV | Tây Ban Nha | Javi Martínez                             |
| 9  | TĐ | Ba Lan      | Robert Lewandowski                        |
| 10 | TV | Hà Lan      | Arjen Robben                              |
| 11 | TV | Colombia    | James Rodríguez (cho mượn từ Real Madrid) |
| 13 | HV | Brasil      | Rafinha                                   |
| 17 | HV | Đức         | Jérôme Boateng                            |
| 18 | TV | Đức         | Leon Goretzka                             |

| Số | VT | Quốc gia   | Cầu thủ                 |
| -- | -- | ---------- | ----------------------- |
| 19 | TV | Canada     | Alphonso Davies         |
| 20 | TĐ | Hàn Quốc   | Jeong Woo-yeong         |
| 22 | TV | Đức        | Serge Gnabry            |
| 24 | TV | Pháp       | Corentin Tolisso        |
| 25 | TĐ | Đức        | Thomas Müller (đội phó) |
| 26 | TM | Đức        | Sven Ulreich            |
| 27 | HV | Áo         | David Alaba             |
| 29 | TV | Pháp       | Kingsley Coman          |
| 32 | HV | Đức        | Joshua Kimmich          |
| 35 | TV | Bồ Đào Nha | Renato Sanches          |
| 36 | TM | Đức        | Christian Früchtl       |
| 39 | TM | Đức        | Ron-Thorben Hoffmann    |

## Áo đấu
- Nhà tài trợ áo đấu: Deutsche Telekom
- Nhà sản xuất áo đấu: adidas

| Sân nhà (đến tháng 12 năm 2018) | Sân nhà (từ tháng 12 năm 2018) | Sân khách | Sân khách · khác | Thứ ba |

## Chuyển nhượng

### Chuyển đến
| Kể từ ngày          | Vị trí | Cầu thủ         | Từ                  | Dạng             | Mức phí            | Tham khảo |
| ------------------- | ------ | --------------- | ------------------- | ---------------- | ------------------ | --------- |
| 30 tháng 6 năm 2018 | TV     | Douglas Costa   | Juventus            | Hết hạn cho mượn | Miễn phí           | [ 1 ]     |
| 30 tháng 6 năm 2018 | TV     | Serge Gnabry    | Werder Bremen       | Hết hạn cho mượn | Miễn phí           | [ 2 ]     |
| 30 tháng 6 năm 2018 | TV     | Renato Sanches  | Swansea City        | Hết hạn cho mượn | Miễn phí           | [ 3 ]     |
| 1 tháng 7 năm 2018  | TV     | Leon Goretzka   | Schalke 04          | Hết hạn hợp đồng | Miễn phí           | [ 4 ]     |
| 1 tháng 1 năm 2019  | TV     | Alphonso Davies | Vancouver Whitecaps | Chuyển nhượng    | Không được tiết lộ | [ 5 ]     |

### Chuyển đi
| Kể từ ngày          | Vị trí | Cầu thủ        | Đến                 | Dạng                | Mức phí            | Tham khảo     |
| ------------------- | ------ | -------------- | ------------------- | ------------------- | ------------------ | ------------- |
| 1 tháng 7 năm 2018  | TV     | Fabian Benko   | LASK Linz           | Giải phóng hợp đồng | Miễn phí           | [ 6 ]         |
| 1 tháng 7 năm 2018  | TV     | Niklas Dorsch  | 1. FC Heidenheim    | Giải phóng hợp đồng | Miễn phí           | [ 7 ] [ 8 ]   |
| 1 tháng 7 năm 2018  | TV     | Douglas Costa  | Juventus            | Chuyển nhượng       | 40 triệu Euro      | [ 9 ]         |
| 1 tháng 7 năm 2018  | HV     | Felix Götze    | FC Augsburg         | Chuyển nhượng       | Miễn phí           | [ 10 ]        |
| 1 tháng 7 năm 2018  | TM     | Tom Starke     | Giải nghệ           | Giải phóng hợp đồng | Miễn phí           | [ 8 ]         |
| 3 tháng 8 năm 2018  | TV     | Arturo Vidal   | Barcelona           | Chuyển nhượng       | Không được tiết lộ | [ 11 ]        |
| 27 tháng 8 năm 2018 | TV     | Sebastian Rudy | Schalke 04          | Chuyển nhượng       | Không được tiết lộ | [ 12 ]        |
| 31 tháng 8 năm 2018 | HV     | Juan Bernat    | Paris Saint-Germain | Chuyển nhượng       | 15 triệu Euro      | [ 13 ] [ 14 ] |
| 30 tháng 1 năm 2019 | TĐ     | Sandro Wagner  | Tianjin Teda        | Chuyển nhượng       | Không được tiết lộ | [ 15 ]        |

## Các trận đấu giao hữu
Thắng
      Hòa
      Thua
| 21 tháng 7 năm 2018 ICC 1 | Bayern Munich                              | 3–1      | Paris Saint-Germain | Klagenfurt, Áo                                                                   |  |
| 16:05 CEST (UTC+2)        | - Martínez 60' - Sanches 68' - Zirkzee 78' | Chi tiết | Weah 31'            | Sân vận động: Wörthersee Lượng khán giả: 22,300 Trọng tài: Alexander Harkam (Áo) |  |

| 25 tháng 7 năm 2018 ICC 2                              | Juventus         | 2–0      | Bayern Munich | Philadelphia, Pennsylvania, Hoa Kỳ                                                           |  |
| 19:05 EDT (UTC−4) 26 tháng 7, 2018, 01:05 CEST (UTC+2) | Favilli 32', 40' | Chi tiết |               | Sân vận động: Lincoln Financial Field Lượng khán giả: 32,105 Trọng tài: Chris Penso (Hoa Kỳ) |  |

| 28 tháng 7 năm 2018 ICC 3                              | Bayern Munich              | 2–3      | Manchester City                    | Miami Gardens, Florida, Hoa Kỳ                                               |  |
| 19:05 EDT (UTC−4) 29 tháng 7, 2018, 01:05 CEST (UTC+2) | - Shabani 15' - Robben 24' | Chi tiết | - B. Silva 45+1', 70' - Nmecha 51' | Sân vận động: Hard Rock Lượng khán giả: 29,195 Trọng tài: Ted Unkel (Hoa Kỳ) |  |

| 5 tháng 8 năm 2018 Telekom Sport Trophy | Bayern Munich | 1–0      | Manchester United | Munich, Đức                                                                   |  |
| 20:15 CEST (UTC+2)                      | Martínez 59'  | Chi tiết |                   | Sân vận động: Allianz Arena Lượng khán giả: 75,000 Trọng tài: Robert Hartmann |  |

| 8 tháng 8 năm 2018 Giao hữu | FC Rottach-Egern            | 2–20     | Bayern Munich | Tegernsee, Đức                                                                           |  |
| 17:30 CEST (UTC+2)          | - Pfluger 26' - Schmidt 32' | Chi tiết | - Coman 1', 13', 16' - Thiago 3' - Lewandowski 19', 33', 45' - Wagner 56', 63', 68' - Müller 58', 60' - Franzke 62', 74', 80' - Rudy 65' - Ribéry 70' - Rodríguez 76', 88' - Kimmich 79' | Sân vận động: Stadion am Birkenmoos Lượng khán giả: 2,500 Trọng tài: Wolfgang Haslberger |  |

| 15 tháng 8 năm 2018 Giao hữu | Hamburger SV | 1–4      | Bayern Munich                               | Hamburg, Đức                                                                    |  |
| 18:00 CEST (UTC+2)           | Narey 25'    | Chi tiết | - Wagner 31' (ph.đ.), 41' - Müller 73', 86' | Sân vận động: Volksparkstadion Lượng khán giả: 27,638 Trọng tài: Tobias Stieler |  |

| 28 tháng 8 năm 2018 Tri ân | Bayern Munich                                              | 4–0      | Chicago Fire | Munich, Đức                                                                   |  |
| 20:30 CEST (UTC+2) | - Gnabry 7' - Wagner 38' - Robben 63' - Schweinsteiger 83' | Chi tiết |              | Sân vận động: Allianz Arena Lượng khán giả: 75,000 Trọng tài: Daniel Schlager |  |
| Ghi chú: Trận đấu này là để tri ân Bastian Schweinsteiger, người chơi hiệp một cho Chicago Fire và hiệp hai cho Bayern Munich. |                                                            |          |              |                                                                               |  |

| 13 tháng 1 năm 2019 BK TC                                                                   | Fortuna Düsseldorf | 0–0 (7–8 p)                                                                           | Bayern Munich | Düsseldorf, Đức                  |  |
| 13:00 CET (UTC+1)                                                                           |                    | Chi tiết                                                                              |               | Sân vận động: Merkur Spiel-Arena |  |
|                                                                                             |                    | Loạt sút luân lưu                                                                     |               |                                  |  |
| - Ayhan - Gießelmann - Stöger - Lukebakio - Morales - Kamiński - Raman - Zimmermann - Usami |                    | - Alaba - Müller - Lewandowski - Gnabry - Goretzka - Kimmich - Coman - Sanches - Süle |               |                                  |  |
| Ghi chú: Trận đấu chỉ kéo dài 45 phút.                                                      |                    |                                                                                       |               |                                  |  |

| 13 tháng 1 năm 2019 CK TC                          | Bayern Munich | 0–0 (4–2 p)                           | Borussia Mönchengladbach | Düsseldorf, Đức                  |  |
| 16:30 CET (UTC+1)                                  |               |                                       |                          | Sân vận động: Merkur Spiel-Arena |  |
|                                                    |               | Loạt sút luân lưu                     |                          |                                  |  |
| - Rodríguez - Wagner - Thiago - Goretzka - Hummels |               | - Herrmann - Drmić - Strobl - Zakaria |                          |                                  |  |
| Ghi chú: Trận đấu chỉ kéo dài 45 phút.             |               |                                       |                          |                                  |  |

## Các giải đấu
Thắng
      Hòa
      Thua

### Tổng quan
| Giải đấu         | Trận đấu đầu tiên   | Trận đấu cuối cùng  | Vòng đấu mở màn | Vị trí chung cuộc | Thành tích | Thành tích | Thành tích | Thành tích | Thành tích | Thành tích | Thành tích | Thành tích |
| Giải đấu         | Trận đấu đầu tiên   | Trận đấu cuối cùng  | Vòng đấu mở màn | Vị trí chung cuộc | ST         | T          | H          | B          | BT         | BB         | HS         | % thắng    |
| ---------------- | ------------------- | ------------------- | --------------- | ----------------- | ---------- | ---------- | ---------- | ---------- | ---------- | ---------- | ---------- | ---------- |
| Bundesliga       | 24 tháng 8 năm 2018 | 18 tháng 5 năm 2019 | Lượt trận 1     | Thứ 1             | 34         | 24         | 6          | 4          | 88         | 32         | +56        | 070,59     |
| DFB-Pokal        | 18 tháng 8 năm 2018 | 25 tháng 5 năm 2019 | Vòng một        | Vô địch           | 6          | 6          | 0          | 0          | 17         | 9          | +8         | 100,00     |
| DFL-Supercup     | 12 tháng 8 năm 2018 | 12 tháng 8 năm 2018 | Chung kết       | Vô địch           | 1          | 1          | 0          | 0          | 5          | 0          | +5         | 100,00     |
| Champions League | 19 tháng 9 năm 2018 | 13 tháng 3 năm 2019 | Vòng bảng       | Vòng 16 đội       | 8          | 4          | 3          | 1          | 16         | 8          | +8         | 050,00     |
| Tổng cộng        | Tổng cộng           | Tổng cộng           | Tổng cộng       | Tổng cộng         | 49         | 35         | 9          | 5          | 126        | 49         | +77        | 071,43     |

Cập nhật lần cuối: ngày 25 tháng 5 năm 2019
Nguồn: Các giải đấu

### Bundesliga

#### Bảng xếp hạng giải đấu
| VT | Đội                      | ST | T  | H | B  | BT | BB | HS  | Đ  | Giành quyền tham dự hoặc xuống hạng |
| -- | ------------------------ | -- | -- | - | -- | -- | -- | --- | -- | ----------------------------------- |
| 1  | Bayern Munich (C)        | 34 | 24 | 6 | 4  | 88 | 32 | +56 | 78 | Lọt vào vòng bảng Champions League  |
| 2  | Borussia Dortmund        | 34 | 23 | 7 | 4  | 81 | 44 | +37 | 76 | Lọt vào vòng bảng Champions League  |
| 3  | RB Leipzig               | 34 | 19 | 9 | 6  | 63 | 29 | +34 | 66 | Lọt vào vòng bảng Champions League  |
| 4  | Bayer Leverkusen         | 34 | 18 | 4 | 12 | 69 | 52 | +17 | 58 | Lọt vào vòng bảng Champions League  |
| 5  | Borussia Mönchengladbach | 34 | 16 | 7 | 11 | 55 | 42 | +13 | 55 | Lọt vào vòng bảng Europa League     |

1. ↑  Vì đội vô địch DFB-Pokal 2018-19, Bayern Munich, lọt vào Champions League dựa trên thứ hạng giải quốc nội, suất dự vòng bảng Europa League được chuyển sang cho đội đứng thứ sáu, và suất dự vòng loại thứ hai Europa League được chuyển sang cho đội đứng thứ bảy.

#### Tóm tắt các kết quả
| Tổng thể | Tổng thể | Tổng thể | Tổng thể | Tổng thể | Tổng thể | Tổng thể | Tổng thể | Sân nhà | Sân nhà | Sân nhà | Sân nhà | Sân nhà | Sân nhà | Sân khách | Sân khách | Sân khách | Sân khách | Sân khách | Sân khách |
| ST       | T        | H        | B        | BT       | BB       | HS       | Đ        | T       | H       | B       | BT      | BB      | HS      | T         | H         | B         | BT        | BB        | HS        |
| -------- | -------- | -------- | -------- | -------- | -------- | -------- | -------- | ------- | ------- | ------- | ------- | ------- | ------- | --------- | --------- | --------- | --------- | --------- | --------- |
| 34       | 24       | 6        | 4        | 88       | 32       | +56      | 78       | 13      | 3       | 1       | 49      | 14      | +35     | 11        | 3         | 3         | 39        | 18        | +21       |

Cập nhật lần cuối: ngày 22 tháng 12 năm 2018.

Nguồn: Bundesliga

#### Các kết quả theo vòng
| Vòng    | 1 | 2 | 3 | 4 | 5 | 6 | 7 | 8 | 9 | 10 | 11 | 12 | 13 | 14 | 15 | 16 | 17 | 18 | 19 | 20 | 21 | 22 | 23 | 24 | 25 | 26 | 27 | 28 | 29 | 30 | 31 | 32 | 33 | 34 |
| ------- | - | - | - | - | - | - | - | - | - | -- | -- | -- | -- | -- | -- | -- | -- | -- | -- | -- | -- | -- | -- | -- | -- | -- | -- | -- | -- | -- | -- | -- | -- | -- |
| Sân     | H | A | H | A | H | A | H | A | A | H  | A  | H  | A  | H  | A  | H  | A  | A  | H  | A  | H  | A  | H  | A  | H  | H  | A  | H  | A  | H  | A  | H  | A  | H  |
| Kết quả | W | W | W | W | D | L | L | W | W | D  | L  | D  | W  | W  | W  | W  | W  | W  | W  | L  | W  | W  | W  | W  | W  | W  | D  | W  | W  | W  | D  | W  | D  | W  |
| Vị trí  | 2 | 1 | 1 | 1 | 1 | 2 | 6 | 4 | 2 | 3  | 5  | 5  | 4  | 3  | 3  | 3  | 2  | 2  | 2  | 3  | 2  | 2  | 2  | 2  | 1  | 1  | 2  | 1  | 1  | 1  | 1  | 1  | 1  | 1  |

#### Các trận đấu
| 24 tháng 8 năm 2018 1 | Bayern Munich                                       | 3–1      | 1899 Hoffenheim | Munich                                                                        |  |
| 20:30 CEST (UTC+2)    | - Müller 23' - Lewandowski 82' (ph.đ.) - Robben 90' | Chi tiết | Szalai 57'      | Sân vận động: Allianz Arena Lượng khán giả: 75,000 Trọng tài: Bastian Dankert |  |

| 1 tháng 9 năm 2018 2 | VfB Stuttgart | 0–3      | Bayern Munich                                 | Stuttgart                                                                       |  |
| 18:30 CEST (UTC+2)   |               | Chi tiết | - Goretzka 37' - Lewandowski 62' - Müller 76' | Sân vận động: Mercedes-Benz Arena Lượng khán giả: 58,680 Trọng tài: Harm Osmers |  |

| 15 tháng 9 năm 2018 3 | Bayern Munich                              | 3–1      | Bayer Leverkusen   | Munich                                                                    |  |
| 15:30 CEST (UTC+2)    | - Tolisso 10' - Robben 19' - Rodríguez 89' | Chi tiết | Wendell 5' (ph.đ.) | Sân vận động: Allianz Arena Lượng khán giả: 75,000 Trọng tài: Tobias Welz |  |

| 22 tháng 9 năm 2018 4 | Schalke 04 | 0–2      | Bayern Munich                            | Gelsenkirchen                                                                |  |
| 18:30 CEST (UTC+2)    |            | Chi tiết | - Rodríguez 8' - Lewandowski 64' (ph.đ.) | Sân vận động: Veltins-Arena Lượng khán giả: 62,271 Trọng tài: Daniel Siebert |  |

| 25 tháng 9 năm 2018 5 | Bayern Munich | 1–1      | FC Augsburg | Munich                                                                     |  |
| 20:30 CEST (UTC+2)    | Robben 48'    | Chi tiết | Götze 86'   | Sân vận động: Allianz Arena Lượng khán giả: 75,000 Trọng tài: Sören Storks |  |

| 28 tháng 9 năm 2018 6 | Hertha BSC                        | 2–0      | Bayern Munich | Berlin                                                                            |  |
| 20:30 CEST (UTC+2)    | - Ibišević 23' (ph.đ.) - Duda 44' | Chi tiết |               | Sân vận động: Olympiastadion Berlin Lượng khán giả: 74,669 Trọng tài: Marco Fritz |  |

| 6 tháng 10 năm 2018 7 | Bayern Munich | 0–3      | Borussia Mönchengladbach               | Munich                                                                         |  |
| 18:30 CEST (UTC+2)    |               | Chi tiết | - Pléa 10' - Stindl 16' - Herrmann 88' | Sân vận động: Allianz Arena Lượng khán giả: 75,000 Trọng tài: Frank Willenborg |  |

| 20 tháng 10 năm 2018 8 | VfL Wolfsburg | 1–3      | Bayern Munich                          | Wolfsburg                                                                       |  |
| 15:30 CEST (UTC+2)     | Weghorst 63'  | Chi tiết | - Lewandowski 30', 48' - Rodríguez 72' | Sân vận động: Volkswagen Arena Lượng khán giả: 30,000 Trọng tài: Guido Winkmann |  |

| 27 tháng 10 năm 2018 9 | Mainz 05    | 1–2      | Bayern Munich               | Mainz                                                                  |  |
| 15:30 CEST (UTC+2)     | Boëtius 48' | Chi tiết | - Goretzka 39' - Thiago 62' | Sân vận động: Opel Arena Lượng khán giả: 33,305 Trọng tài: Harm Osmers |  |

| 3 tháng 11 năm 2018 10 | Bayern Munich | 1–1      | SC Freiburg | Munich                                                                     |  |
| 15:30 CET (UTC+1)      | Gnabry 80'    | Chi tiết | Höler 89'   | Sân vận động: Allianz Arena Lượng khán giả: 75,000 Trọng tài: Felix Zwayer |  |

| 10 tháng 11 năm 2018 11 | Borussia Dortmund                     | 3–2      | Bayern Munich        | Dortmund                                                                       |  |
| 18:30 CET (UTC+1)       | - Reus 49' (ph.đ.), 67' - Alcácer 73' | Chi tiết | Lewandowski 26', 52' | Sân vận động: Signal Iduna Park Lượng khán giả: 81,365 Trọng tài: Manuel Gräfe |  |

| 24 tháng 11 năm 2018 12 | Bayern Munich                | 3–3      | Fortuna Düsseldorf        | Munich                                                                       |  |
| 15:30 CET (UTC+1)       | - Süle 17' - Müller 20', 58' | Chi tiết | Lukebakio 44', 77', 90+3' | Sân vận động: Allianz Arena Lượng khán giả: 75,000 Trọng tài: Sven Jablonski |  |

| 1 tháng 12 năm 2018 13 | Werder Bremen | 1–2      | Bayern Munich   | Bremen                                                                          |  |
| 15:30 CET (UTC+1)      | Osako 33'     | Chi tiết | Gnabry 20', 50' | Sân vận động: Weser-Stadion Lượng khán giả: 42,100 Trọng tài: Christian Dingert |  |

| 8 tháng 12 năm 2018 14 | Bayern Munich                      | 3–0      | 1. FC Nürnberg | Munich                                                                       |  |
| 15:30 CET (UTC+1)      | - Lewandowski 9', 27' - Ribéry 56' | Chi tiết |                | Sân vận động: Allianz Arena Lượng khán giả: 75,000 Trọng tài: Tobias Stieler |  |

| 15 tháng 12 năm 2018 15 | Hannover 96 | 0–4      | Bayern Munich                                           | Hanover                                                                |  |
| 15:30 CET (UTC+1)       |             | Chi tiết | - Kimmich 2' - Alaba 29' - Gnabry 53' - Lewandowski 62' | Sân vận động: HDI-Arena Lượng khán giả: 49,000 Trọng tài: Sören Storks |  |

| 19 tháng 12 năm 2018 16 | Bayern Munich | 1–0      | RB Leipzig | Munich                                                                    |  |
| 20:30 CET (UTC+1)       | Ribéry 83'    | Chi tiết |            | Sân vận động: Allianz Arena Lượng khán giả: 75,000 Trọng tài: Marco Fritz |  |

| 22 tháng 12 năm 2018 17 | Eintracht Frankfurt | 0–3      | Bayern Munich                   | Frankfurt                                                                      |  |
| 18:30 CET (UTC+1)       |                     | Chi tiết | - Ribéry 35', 79' - Rafinha 89' | Sân vận động: Commerzbank-Arena Lượng khán giả: 51,500 Trọng tài: Manuel Gräfe |  |

| 18 tháng 1 năm 2019 18 | 1899 Hoffenheim | 1–3      | Bayern Munich                           | Sinsheim                                                                  |  |
| 20:30 CET (UTC+1)      | Schulz 59'      | Chi tiết | - Goretzka 34', 45+1' - Lewandowski 87' | Sân vận động: PreZero Arena Lượng khán giả: 30,150 Trọng tài: Tobias Welz |  |

| 27 tháng 1 năm 2019 19 | Bayern Munich                                                     | 4–1      | VfB Stuttgart | Munich                                                                         |  |
| 15:30 CET (UTC+1)      | - Thiago 5' - Gentner 55' (l.n.) - Goretzka 71' - Lewandowski 84' | Chi tiết | Donis 26'     | Sân vận động: Allianz Arena Lượng khán giả: 75,000 Trọng tài: Frank Willenborg |  |

| 2 tháng 2 năm 2019 20 | Bayer Leverkusen                        | 3–1      | Bayern Munich | Leverkusen                                                              |  |
| 15:30 CET (UTC+1)     | - Bailey 53' - Volland 63' - Alario 87' | Chi tiết | Goretzka 41'  | Sân vận động: BayArena Lượng khán giả: 30,210 Trọng tài: Tobias Stieler |  |

| 9 tháng 2 năm 2019 21 | Bayern Munich                                     | 3–1      | Schalke 04 | Munich                                                                       |  |
| 18:30 CET (UTC+1)     | - Bruma 11' (l.n.) - Lewandowski 27' - Gnabry 57' | Chi tiết | Kutucu 25' | Sân vận động: Allianz Arena Lượng khán giả: 75,000 Trọng tài: Daniel Siebert |  |

| 15 tháng 2 năm 2019 22 | FC Augsburg                   | 2–3      | Bayern Munich                  | Augsburg                                                                    |  |
| 20:30 CET (UTC+1)      | - Goretzka 1' (l.n.) - Ji 23' | Chi tiết | - Coman 17', 45+3' - Alaba 53' | Sân vận động: WWK Arena Lượng khán giả: 30,660 Trọng tài: Bibiana Steinhaus |  |

| 23 tháng 2 năm 2019 23 | Bayern Munich | 1–0      | Hertha BSC | Munich                                                                    |  |
| 15:30 CET (UTC+1)      | Martínez 62'  | Chi tiết |            | Sân vận động: Allianz Arena Lượng khán giả: 75,000 Trọng tài: Harm Osmers |  |

| 2 tháng 3 năm 2019 24 | Borussia Mönchengladbach | 1–5      | Bayern Munich                                                            | Mönchengladbach                                                            |  |
| 18:30 CET (UTC+1)     | Stindl 37'               | Chi tiết | - Martínez 2' - Müller 11' - Lewandowski 47', 90+1' (ph.đ.) - Gnabry 75' | Sân vận động: Borussia-Park Lượng khán giả: 54,022 Trọng tài: Felix Zwayer |  |

| 9 tháng 3 năm 2019 25 | Bayern Munich                                                                  | 6–0      | VfL Wolfsburg | Munich                                                                         |  |
| 15:30 CET (UTC+1)     | - Gnabry 34' - Lewandowski 37', 85' - Rodríguez 52' - Müller 76' - Kimmich 82' | Chi tiết |               | Sân vận động: Allianz Arena Lượng khán giả: 75,000 Trọng tài: Sascha Stegemann |  |

| 17 tháng 3 năm 2019 26 | Bayern Munich                                                       | 6–0      | Mainz 05 | Munich                                                                         |  |
| 18:00 CET (UTC+1)      | - Lewandowski 3' - Rodríguez 33', 51', 55' - Coman 39' - Davies 70' | Chi tiết |          | Sân vận động: Allianz Arena Lượng khán giả: 75,000 Trọng tài: Frank Willenborg |  |

| 30 tháng 3 năm 2019 27 | SC Freiburg | 1–1      | Bayern Munich   | Freiburg                                                                              |  |
| 15:30 CET (UTC+1)      | Höler 3'    | Chi tiết | Lewandowski 22' | Sân vận động: Schwarzwald-Stadion Lượng khán giả: 24,000 Trọng tài: Christian Dingert |  |

| 6 tháng 4 năm 2019 28 | Bayern Munich                                                    | 5–0      | Borussia Dortmund | Munich                                                                     |  |
| 18:30 CEST (UTC+2)    | - Hummels 10' - Lewandowski 17', 89' - Martínez 41' - Gnabry 43' | Chi tiết |                   | Sân vận động: Allianz Arena Lượng khán giả: 75,000 Trọng tài: Manuel Gräfe |  |

| 14 tháng 4 năm 2019 29 | Fortuna Düsseldorf    | 1–4      | Bayern Munich                                  | Düsseldorf                                                                      |  |
| 15:30 CEST (UTC+2)     | Lukebakio 89' (ph.đ.) | Chi tiết | - Coman 15', 41' - Gnabry 55' - Goretzka 90+2' | Sân vận động: Merkur Spiel-Arena Lượng khán giả: 54,600 Trọng tài: Felix Zwayer |  |

| 20 tháng 4 năm 2019 30 | Bayern Munich | 1–0      | Werder Bremen | Munich                                                                    |  |
| 15:30 CEST (UTC+2)     | Süle 75'      | Chi tiết |               | Sân vận động: Allianz Arena Lượng khán giả: 75,000 Trọng tài: Tobias Welz |  |

| 28 tháng 4 năm 2019 31 | 1. FC Nürnberg | 1–1      | Bayern Munich | Nuremberg                                                                          |  |
| 18:00 CEST (UTC+2)     | Pereira 48'    | Chi tiết | Gnabry 75'    | Sân vận động: Max-Morlock-Stadion Lượng khán giả: 50,000 Trọng tài: Tobias Stieler |  |

| 4 tháng 5 năm 2019 32 | Bayern Munich                                 | 3–1      | Hannover 96          | Munich                                                                          |  |
| 15:30 CEST (UTC+2)    | - Lewandowski 27' - Goretzka 40' - Ribéry 83' | Chi tiết | Jonathas 51' (ph.đ.) | Sân vận động: Allianz Arena Lượng khán giả: 75,000 Trọng tài: Christian Dingert |  |

| 11 tháng 5 năm 2019 33 | RB Leipzig | 0–0      | Bayern Munich | Leipzig                                                                     |  |
| 15:30 CEST (UTC+2)     |            | Chi tiết |               | Sân vận động: Red Bull Arena Lượng khán giả: 41,939 Trọng tài: Manuel Gräfe |  |

| 18 tháng 5 năm 2019 34 | Bayern Munich | 5–1      | Eintracht Frankfurt | Munich                                                  |  |
| 15:30 CEST (UTC+2)     |               | Chi tiết |                     | Sân vận động: Allianz Arena Trọng tài: Sascha Stegemann |  |

### DFB-Pokal
| 18 tháng 8 năm 2018 Vòng một | SV Drochtersen/Assel | 0–1      | Bayern Munich   | Drochtersen                                                                     |  |
| 15:30 CEST (UTC+2)           |                      | Chi tiết | Lewandowski 82' | Sân vận động: Kehdinger Stadion Lượng khán giả: 8,000 Trọng tài: Thorben Siewer |  |

| 30 tháng 10 năm 2018 Vòng hai | SV Rödinghausen | 1–2      | Bayern Munich                    | Osnabrück                                                                                |  |
| 20:45 CET (UTC+1)             | Meyer 49'       | Chi tiết | - Wagner 8' - Müller 13' (ph.đ.) | Sân vận động: Stadion an der Bremer Brücke Lượng khán giả: 16,000 Trọng tài: Timo Gerach |  |

| 6 tháng 2 năm 2019 Vòng 16 đội | Hertha BSC                   | 2–3 (s.h.p.) | Bayern Munich                | Berlin                                                                               |  |
| 20:45 CET (UTC+1)              | - Mittelstädt 3' - Selke 67' | Chi tiết     | - Gnabry 7', 49' - Coman 98' | Sân vận động: Olympiastadion Berlin Lượng khán giả: 74,667 Trọng tài: Markus Schmidt |  |

| 3 tháng 4 năm 2019 Tứ kết | Bayern Munich                                                           | 5–4      | 1. FC Heidenheim                                  | Munich                                                                       |  |
| 18:30 CEST (UTC+2)        | - Goretzka 12' - Müller 53' - Lewandowski 55', 84' (ph.đ.) - Gnabry 65' | Chi tiết | - Glatzel 26', 74', 77' (ph.đ.) - Schnatterer 39' | Sân vận động: Allianz Arena Lượng khán giả: 75,000 Trọng tài: Guido Winkmann |  |

| 24 tháng 4 năm 2019 Bán kết | Werder Bremen             | 2–3      | Bayern Munich                               | Bremen                                                                       |  |
| 20:45 CEST (UTC+2)          | - Osako 74' - Rashica 75' | Chi tiết | - Lewandowski 36', 80' (ph.đ.) - Müller 63' | Sân vận động: Weser-Stadion Lượng khán giả: 42,100 Trọng tài: Daniel Siebert |  |

| 25 tháng 5 năm 2019 Chung kết | RB Leipzig | 0–3      | Bayern Munich                      | Berlin                                                                               |  |
| 20:00 CEST (UTC+2)            |            | Chi tiết | - Lewandowski 29', 85' - Coman 78' | Sân vận động: Olympiastadion Berlin Lượng khán giả: 74,322 Trọng tài: Tobias Stieler |  |

### DFL-Supercup
| 12 tháng 8 năm 2018 Chung kết | Eintracht Frankfurt | 0–5      | Bayern Munich                                        | Frankfurt                                                                     |  |
| 20:30 CEST (UTC+2)            |                     | Chi tiết | - Lewandowski 21', 26', 54' - Coman 63' - Thiago 85' | Sân vận động: Commerzbank-Arena Lượng khán giả: 51,500 Trọng tài: Marco Fritz |  |

### UEFA Champions League

#### Vòng bảng
| VT | Đội           | ST | T | H | B | BT | BB | HS  | Đ  | Giành quyền tham dự                 |
| -- | ------------- | -- | - | - | - | -- | -- | --- | -- | ----------------------------------- |
| 1  | Bayern Munich | 6  | 4 | 2 | 0 | 15 | 5  | +10 | 14 | Đi tiếp vào vòng đấu loại trực tiếp |
| 2  | Ajax          | 6  | 3 | 3 | 0 | 11 | 5  | +6  | 12 | Đi tiếp vào vòng đấu loại trực tiếp |
| 3  | Benfica       | 6  | 2 | 1 | 3 | 6  | 11 | −5  | 7  | Chuyển qua Europa League            |
| 4  | AEK Athens    | 6  | 0 | 0 | 6 | 2  | 13 | −11 | 0  |                                     |

| 19 tháng 9 năm 2018 1                 | Benfica | 0–2      | Bayern Munich                   | Lisbon, Bồ Đào Nha                                                                                      |  |
| 20:00 WEST (UTC+1) 21:00 CEST (UTC+2) |         | Chi tiết | - Lewandowski 10' - Sanches 54' | Sân vận động: Sân vận động Ánh sáng Lượng khán giả: 60.274 Trọng tài: Antonio Mateu Lahoz (Tây Ban Nha) |  |

| 2 tháng 10 năm 2018 2 | Bayern Munich | 1–1      | Ajax         | Munich, Đức                                                                                 |  |
| 21:00 CEST (UTC+2)    | Hummels 4'    | Chi tiết | Mazraoui 22' | Sân vận động: Allianz Arena Lượng khán giả: 70,000 Trọng tài: Pavel Královec (Cộng hòa Séc) |  |

| 23 tháng 10 năm 2018 3                | AEK Athens | 0–2      | Bayern Munich                    | Athens, Hy Lạp                                                                     |  |
| 19:55 EEST (UTC+3) 18:55 CEST (UTC+2) |            | Chi tiết | - Martínez 61' - Lewandowski 63' | Sân vận động: Olympic Lượng khán giả: 61,221 Trọng tài: Aleksei Kulbakov (Belarus) |  |

| 7 tháng 11 năm 2018 4 | Bayern Munich                | 2–0      | AEK Athens | Munich, Đức                                                                        |  |
| 21:00 CET (UTC+1)     | Lewandowski 31' (ph.đ.), 71' | Chi tiết |            | Sân vận động: Allianz Arena Lượng khán giả: 70,000 Trọng tài: Matej Jug (Slovenia) |  |

| 27 tháng 11 năm 2018 5 | Bayern Munich                                         | 5–1      | Benfica       | Munich, Đức                                                                      |  |
| 21:00 CET (UTC+1)      | - Robben 13', 30' - Lewandowski 36', 51' - Ribéry 76' | Chi tiết | Fernandes 46' | Sân vận động: Allianz Arena Lượng khán giả: 70,000 Trọng tài: Daniele Orsato (Ý) |  |

| 12 tháng 12 năm 2018 6 | Ajax                                        | 3–3      | Bayern Munich                              | Amsterdam, Hà Lan                                                                        |  |
| 21:00 CET (UTC+1)      | - Tadić 61', 82' (ph.đ.) - Tagliafico 90+5' | Chi tiết | - Lewandowski 13', 87' (ph.đ.) - Coman 90' | Sân vận động: Johan Cruyff Arena Lượng khán giả: 52,244 Trọng tài: Clément Turpin (Pháp) |  |

#### Vòng đấu loại trực tiếp

##### Vòng 16 đội
| 19 tháng 2 năm 2019 Lượt đi         | Liverpool | 0–0      | Bayern Munich | Liverpool, Anh                                                              |  |
| 20:00 GMT (UTC±0) 21:00 CET (UTC+1) |           | Chi tiết |               | Sân vận động: Anfield Lượng khán giả: 52,250 Trọng tài: Gianluca Rocchi (Ý) |  |

| 13 tháng 3 năm 2019 Lượt về | Bayern Munich    | 1–3 (TTS 1–3) | Liverpool                      | Munich, Đức                                                                      |  |
| 21:00 CET (UTC+1)           | Matip 39' (l.n.) | Chi tiết      | - Mané 26', 84' - Van Dijk 69' | Sân vận động: Allianz Arena Lượng khán giả: 68,145 Trọng tài: Daniele Orsato (Ý) |  |

## Thống kê

### Số lần ra sân và số bàn thắng
Tính đến ngày 27 tháng 11 năm 2018
| Số áo | Vị trí | Cầu thủ              | Bundesliga | Bundesliga | DFB-Pokal  | DFB-Pokal | DFL-Supercup | DFL-Supercup | Champions League | Champions League | Tổng số    | Tổng số   |
| Số áo | Vị trí | Cầu thủ              | Lần ra sân | Bàn thắng  | Lần ra sân | Bàn thắng | Lần ra sân   | Bàn thắng    | Lần ra sân       | Bàn thắng        | Lần ra sân | Bàn thắng |
| ----- | ------ | -------------------- | ---------- | ---------- | ---------- | --------- | ------------ | ------------ | ---------------- | ---------------- | ---------- | --------- |
| 1     | TM     | Manuel Neuer         | 12         | 0          | 2          | 0         | 1            | 0            | 5                | 0                | 20         | 0         |
| 2     | TĐ     | Sandro Wagner        | 4          | 0          | 1          | 1         | 1            | 0            | 3                | 0                | 9          | 1         |
| 4     | HV     | Niklas Süle          | 11         | 1          | 1          | 0         | 1            | 0            | 3                | 0                | 16         | 1         |
| 5     | HV     | Mats Hummels         | 7          | 0          | 1          | 0         | 1            | 0            | 4                | 1                | 13         | 1         |
| 6     | TV     | Thiago               | 9          | 1          | 2          | 0         | 1            | 1            | 2                | 0                | 14         | 2         |
| 7     | TV     | Franck Ribéry        | 10         | 0          | 2          | 0         | 1            | 0            | 4                | 1                | 17         | 1         |
| 8     | HV     | Javi Martínez        | 7          | 0          | 2          | 0         | 1            | 0            | 4                | 1                | 14         | 1         |
| 9     | TĐ     | Robert Lewandowski   | 11         | 7          | 1          | 1         | 1            | 3            | 5                | 6                | 18         | 17        |
| 10    | TV     | Arjen Robben         | 9          | 3          | 1          | 0         | 1            | 0            | 4                | 2                | 15         | 5         |
| 11    | TV     | James Rodríguez      | 8          | 3          | 0          | 0         | 0            | 0            | 3                | 0                | 11         | 3         |
| 13    | HV     | Rafinha              | 5          | 0          | 2          | 0         | 0            | 0            | 3                | 0                | 10         | 0         |
| 17    | HV     | Jérôme Boateng       | 8          | 0          | 1          | 0         | 0            | 0            | 4                | 0                | 13         | 0         |
| 18    | TV     | Leon Goretzka        | 10         | 2          | 2          | 0         | 1            | 0            | 4                | 0                | 17         | 2         |
| 20    | TĐ     | Jeong Woo-yeong      | 0          | 0          | 0          | 0         | 0            | 0            | 1                | 0                | 1          | 0         |
| 22    | TV     | Serge Gnabry         | 10         | 1          | 1          | 0         | 0            | 0            | 4                | 0                | 15         | 1         |
| 24    | TV     | Corentin Tolisso     | 2          | 1          | 1          | 0         | 0            | 0            | 0                | 0                | 3          | 1         |
| 25    | TĐ     | Thomas Müller        | 11         | 4          | 2          | 1         | 1            | 0            | 5                | 0                | 19         | 5         |
| 26    | TM     | Sven Ulreich         | 0          | 0          | 0          | 0         | 0            | 0            | 0                | 0                | 0          | 0         |
| 27    | HV     | David Alaba          | 12         | 0          | 1          | 0         | 1            | 0            | 4                | 0                | 18         | 0         |
| 29    | TV     | Kingsley Coman       | 1          | 0          | 1          | 0         | 1            | 1            | 0                | 0                | 3          | 1         |
| 32    | HV     | Joshua Kimmich       | 12         | 0          | 2          | 0         | 1            | 0            | 5                | 0                | 20         | 0         |
| 35    | TV     | Renato Sanches       | 9          | 0          | 1          | 0         | 0            | 0            | 3                | 1                | 13         | 1         |
| 36    | TM     | Christian Früchtl    | 0          | 0          | 0          | 0         | 0            | 0            | 0                | 0                | 0          | 0         |
| 37    | TV     | Meritan Shabani      | 0          | 0          | 1          | 0         | 0            | 0            | 0                | 0                | 1          | 0         |
| 39    | TM     | Ron-Thorben Hoffmann | 0          | 0          | 0          | 0         | 0            | 0            | 0                | 0                | 0          | 0         |

### Các cầu thủ ghi bàn
Tính đến ngày 27 tháng 11 năm 2018
| XH        | Vị trí    | Tên                | Bundesliga | DFB-Pokal | DFL-Supercup | Champions League | Tổng cộng |
| --------- | --------- | ------------------ | ---------- | --------- | ------------ | ---------------- | --------- |
| 1         | TĐ        | Robert Lewandowski | 7          | 1         | 3            | 6                | 17        |
| 2         | TĐ        | Thomas Müller      | 4          | 1         | 0            | 0                | 5         |
| 2         | TV        | Arjen Robben       | 3          | 0         | 0            | 2                | 5         |
| 4         | TV        | James Rodríguez    | 3          | 0         | 0            | 0                | 3         |
| 5         | TV        | Leon Goretzka      | 2          | 0         | 0            | 0                | 2         |
| 5         | TV        | Thiago             | 1          | 0         | 1            | 0                | 2         |
| 7         | HV        | Niklas Süle        | 1          | 0         | 0            | 0                | 1         |
| 7         | TV        | Corentin Tolisso   | 1          | 0         | 0            | 0                | 1         |
| 7         | TV        | Serge Gnabry       | 1          | 0         | 0            | 0                | 1         |
| 7         | TĐ        | Sandro Wagner      | 0          | 1         | 0            | 0                | 1         |
| 7         | TV        | Kingsley Coman     | 0          | 0         | 1            | 0                | 1         |
| 7         | HV        | Mats Hummels       | 0          | 0         | 0            | 1                | 1         |
| 7         | TV        | Franck Ribéry      | 0          | 0         | 0            | 1                | 1         |
| 7         | HV        | Javi Martínez      | 0          | 0         | 0            | 1                | 1         |
| 7         | TV        | Renato Sanches     | 0          | 0         | 0            | 1                | 1         |
| Tổng cộng | Tổng cộng | Tổng cộng          | 23         | 3         | 5            | 12               | 43        |

### Số trận giữ sạch lưới
Tính đến ngày 27 tháng 11 năm 2018
| XH        | Tên          | Bundesliga | DFB-Pokal | DFL-Supercup | Champions League | Tổng cộng |
| --------- | ------------ | ---------- | --------- | ------------ | ---------------- | --------- |
| 1         | Manuel Neuer | 2          | 1         | 1            | 3                | 7         |
| Tổng cộng | Tổng cộng    | 2          | 1         | 1            | 3                | 7         |

### Danh sách kỉ luật
Tính đến ngày 20 tháng 10 năm 2018
| XH        | Vị trí    | Tên             | Bundesliga | Bundesliga                                | Bundesliga | DFB-Pokal | DFB-Pokal                                 | DFB-Pokal | DFL-Supercup | DFL-Supercup                              | DFL-Supercup | Champions League | Champions League                          | Champions League | Tổng cộng | Tổng cộng                                 | Tổng cộng |
| XH        | Vị trí    | Tên             | Thẻ vàng   | Thẻ vàng · Thẻ vàng-đỏ (thẻ đỏ gián tiếp) | Thẻ đỏ     | Thẻ vàng  | Thẻ vàng · Thẻ vàng-đỏ (thẻ đỏ gián tiếp) | Thẻ đỏ    | Thẻ vàng     | Thẻ vàng · Thẻ vàng-đỏ (thẻ đỏ gián tiếp) | Thẻ đỏ       | Thẻ vàng         | Thẻ vàng · Thẻ vàng-đỏ (thẻ đỏ gián tiếp) | Thẻ đỏ           | Thẻ vàng  | Thẻ vàng · Thẻ vàng-đỏ (thẻ đỏ gián tiếp) | Thẻ đỏ    |
| --------- | --------- | --------------- | ---------- | ----------------------------------------- | ---------- | --------- | ----------------------------------------- | --------- | ------------ | ----------------------------------------- | ------------ | ---------------- | ----------------------------------------- | ---------------- | --------- | ----------------------------------------- | --------- |
| 1         | TV        | Arjen Robben    | 0          | 1                                         | 0          | 1         | 0                                         | 0         | 0            | 0                                         | 0            | 0                | 0                                         | 0                | 1         | 1                                         | 0         |
| 2         | HV        | Mats Hummels    | 0          | 0                                         | 0          | 0         | 0                                         | 0         | 1            | 0                                         | 0            | 1                | 0                                         | 0                | 2         | 0                                         | 0         |
| 2         | HV        | Joshua Kimmich  | 1          | 0                                         | 0          | 0         | 0                                         | 0         | 0            | 0                                         | 0            | 1                | 0                                         | 0                | 2         | 0                                         | 0         |
| 2         | TV        | James Rodríguez | 1          | 0                                         | 0          | 0         | 0                                         | 0         | 0            | 0                                         | 0            | 1                | 0                                         | 0                | 2         | 0                                         | 0         |
| 2         | TV        | Thiago          | 2          | 0                                         | 0          | 0         | 0                                         | 0         | 0            | 0                                         | 0            | 0                | 0                                         | 0                | 2         | 0                                         | 0         |
| 6         | TV        | Serge Gnabry    | 0          | 0                                         | 0          | 0         | 0                                         | 0         | 0            | 0                                         | 0            | 1                | 0                                         | 0                | 1         | 0                                         | 0         |
| 6         | TV        | Leon Goretzka   | 1          | 0                                         | 0          | 0         | 0                                         | 0         | 0            | 0                                         | 0            | 0                | 0                                         | 0                | 1         | 0                                         | 0         |
| 6         | HV        | Javi Martínez   | 0          | 0                                         | 0          | 0         | 0                                         | 0         | 0            | 0                                         | 0            | 1                | 0                                         | 0                | 1         | 0                                         | 0         |
| 6         | TĐ        | Thomas Müller   | 1          | 0                                         | 0          | 0         | 0                                         | 0         | 0            | 0                                         | 0            | 0                | 0                                         | 0                | 1         | 0                                         | 0         |
| 6         | TM        | Manuel Neuer    | 1          | 0                                         | 0          | 0         | 0                                         | 0         | 0            | 0                                         | 0            | 0                | 0                                         | 0                | 1         | 0                                         | 0         |
| 6         | TV        | Franck Ribéry   | 1          | 0                                         | 0          | 0         | 0                                         | 0         | 0            | 0                                         | 0            | 0                | 0                                         | 0                | 1         | 0                                         | 0         |
| 6         | TV        | Renato Sanches  | 1          | 0                                         | 0          | 0         | 0                                         | 0         | 0            | 0                                         | 0            | 0                | 0                                         | 0                | 1         | 0                                         | 0         |
| 6         | TĐ        | Sandro Wagner   | 1          | 0                                         | 0          | 0         | 0                                         | 0         | 0            | 0                                         | 0            | 0                | 0                                         | 0                | 1         | 0                                         | 0         |
| Tổng cộng | Tổng cộng | Tổng cộng       | 10         | 1                                         | 0          | 1         | 0                                         | 0         | 1            | 0                                         | 0            | 5                | 0                                         | 0                | 17        | 1                                         | 0         |